# Coco/R

## Введение
Сосо/R — программа генерации компиляторов или интерпретаторов языка. Программа читает файл с атрибутивной грамматикой реализуемого языка, описанной в форме РБНФ (Расширенная форма Бэкуса — Наура, EBNF) и генерирует ряд файлов:
- исходники лексического анализатора; работает как детерминированный конечный автомат.
- исходники синтаксического анализатора; использует метод нисходящего рекурсивного спуска.
- информационные файлы (журнал, таблица лексем языка).

Использование Сосо/R является очень простым. Создаваемый программой код является быстрым и лёгким для понимания.
Сама программа уже реализована на множестве языков, и генерирует исходники компилятора так же на множестве языков. Существуют версии Сосо/R, создающие исходники на Java, C++, C#, Delphi, Pascal, Ada, Modula-2, Modula-3, Oberon, Component Pascal и других языках.
Разработка своего языка заключается в разработке файла грамматики языка. В грамматику языка добавляется специального вида комментарии (. .), в которых заключен код для выполнения дополнительных действий. Как правило, это код для занесения данных в таблицы идентификаторов, генерации кода или его интерпретации.

## Версия Сосо/R для языка С#
Входной файл для Сосо/R имеет расширение .ATG и содержит наборы символов языка, лексемы и продукции языка, описывающие структуру компилируемого языка и вставки на языке С#.
Сосо/R генерирует классы сканера и парсера на языке C# (Scanner.cs, Parser.cs) Так же автоматически создаётся обработчик ошибок (он входит в состав Parser.cs), что впоследствии позволяет выводить при анализе программ пользователя список ошибок с указанием их мест. Таким образом, программа автоматизированной генерации компиляторов Сосо/R значительно облегчает процесс создания компиляторов.

## Пример
В данном случае Сосо/R описывает грамматики вида:
S -> aU | bV
U -> bV | bS | e
V -> a | b
```
COMPILER
 
CLN
 
//название языка

public
 
System
.
Windows
.
Forms
.
TextBox
 
text
;
 
//имя текст-бокса в нашем компиляторе на языке, на котором он пишется (C#) 

public
 
string
 
Production
=
""
;
 
//переменная в программе компилятора с продукциями

public
 
string
 
Conditions
=
""
;

public
 
string
 
dd
;
 
//промежуточная строка

CHARACTERS
 
//раздел, в котором описываются допустимые символы, разбитые на группы

Blet
 
=
 
"ABCDEFGHIJKLMNOPQRSTUVWXYZ"
.
 
//большие буквы 

Slet
 
=
 
"abcdefghijklmnopqrstuvwxyz"
.
 
//маленькие..))

TOKENS
 
//токены, они же лексемы. Структурные единицы, из которых состоит описываемый входной язык компилятора

Unterminal
 
=
 
Blet
.
 
//например, нетерминалы могут быть любой буквой и группы, описанной выше как Blet, т.е. все большие буквы

Product
 
=
 
Slet
 
{
Blet
|
Slet
}.
 
//аналогично, продукции состоят из одной маленькой буквы и далее энное колво больших и маленьких букв (эн от 0 до бесконеч)

Cr
 
=
 
'\r'
|
'\n'
.
 
//возможные варианты конца строки

goto
 
=
 
"->"
.
 
//стрелочка

Divider
 
=
 
"|"
.
 
//разделитель продукций

COMMENTS
 
FROM
 
"//"
 
TO
 
'\n'
 
//комментарии - будет игнорироваться

IGNORE
 
'\t'
+
' '
 
//список игнорируемых символов, в данном случае табуляция и пробелы

PRODUCTIONS
 
//раздел с описанием структуры входного языка компилятора, в данном случае - грамматики)

CLN
 
=
 
//начало описания, описывается в виде набора описанных выше токенов. в фигурных скобках, как и выше - значит что кусок может не быть, а может быть от 1 до много раз)

//в квадратных скобках (здесь нету..) - либо 0, либо 1 раз)

{

Unterminal
 
(.
 
Conditions
+=
t
.
val
;
 
.)
 

goto
 

Product
 
(.
 
Production
+=
t
.
val
+
" "
;
 
.)
 

{

Divider
 

Product
 
(.
 
Production
+=
t
.
val
+
" "
;
 
.)

}
 

(.
 
Production
+=
'\n'
;
 
.)
 
//в (. .) идут вставки на конечном языке (си шарпе), которые без изменения будут перенесены в парсер и сканер

{
Cr
}

}.

END
 
CLN
.
//конец описания

```